# Crotalaria insignis
Crotalaria insignis är en ärtväxtart som beskrevs av Roger Marcus Polhill. Crotalaria insignis ingår i släktet sunnhampor, och familjen ärtväxter. Inga underarter finns listade i Catalogue of Life.